# 지타시
지타시(일본어: 知多市)는 일본 아이치현 지타반도 북서부에 있는 시이다. 시명은 지타군·지타반도에서 유래한다. 이름 때문인지 러시아의 치타시와 자매결연을 맺고 있다.

## 역사
- 1889년 10월 1일 - 정촌제 시행으로 오카다정, 히나가촌, 가나자와촌, 야와타촌, 신치촌, 소리촌이 탄생하였다.
- 1903년 5월 6일 - 지타군 오카다촌이 정으로 승격해 오카다정이 되었다.
- 1906년 4월 10일 - 지타군 히나가촌, 가나자와촌이 합병해 아사히촌이 성립하였다.
- 1906년 4월 13일 - 지타군 야와타촌, 신치촌, 소리촌이 합병해 야와타촌이 성립하였다.
- 1922년 4월 1일 - 지타군 야와타촌이 정으로 승격해 야와타정이 되었다.
- 1952년 4월 1일 - 아사히촌이 정으로 승격해 아사히정이 되었다.
- 1955년 4월 1일 - 지타군 야와타정, 오카다정, 아사히촌이 합병해 지타정이 되었다.
- 1970년 9월 1일 - 시로 승격해 지타시가 되었다.

## 경제

### 산업
연안부 공업지대에는 발전소와 정유소가 있다. 내륙에서는 농업도 번성하여 특산품은 머위 등이다.

## 교통

### 철도
- 나고야 철도
  - 도코나메선
  - 고와선

### 도로
- 국도 제155호선
- 국도 제247호선

## 인구
| 연도 | 인구   | ±%     |
| ---- | ------ | ------ |
| 1940 | 22,433 | —      |
| 1950 | 29,872 | +33.2% |
| 1960 | 32,602 | +9.1%  |
| 1970 | 39,834 | +22.2% |
| 1980 | 64,831 | +62.8% |
| 1990 | 75,433 | +16.4% |
| 2000 | 80,536 | +6.8%  |
| 2010 | 84,757 | +5.2%  |

## 자매 도시·제휴 도시
- 러시아 치타주 치타
- 일본 오사카부 이즈미오쓰시
  - 재해 시에는 상호 협정 제휴